# Fonds Technische Bijstand Particuliere Sector
Het Fonds Technische Bijstand Particuliere Sector (FTBP) is een instrument voor Surinaamse ondernemers om onderzoek naar investeringen te vergemakkelijken. Het fonds was van 1992 tot 2008 en is sinds 2022 actief.
Het fonds voorziet in leningen tegen gunstige voorwaarden om investeringen te kunnen voorbreiden, zoals voor trainingen, certificeringen, marketingplannen, marktonderzoek, haalbaarheidsonderzoek, pilotonderzoek en ondernemingsplannen.

## Geschiedenis
In november 1992 vormde het FTBP een onderdeel van een pakket overheidsmaatregelen dat gericht was op het stimuleren van particuliere investeringen. Het hield in 2008 op te bestaan toen er geen bestuur meer was.
In februari 2022 werd het fonds opnieuw opgestart door minister Armand Achaibersing van Financiën en Planning, met de installatie van een nieuw bestuur. Het beheer is in handen gelegd van de Nationale Ontwikkelingsbank (NOB).